# كأس آسيا 2015 المجموعة د
كانت المجموعة الرابعة (د) في بطولة كأس آسيا 2015 لكرة القدم واحدة من أربع مجموعات تضم منتخبات الدول المتنافسة في بطولة كأس آسيا لعام 2015 والمنظمة من قبل الاتحاد الآسيوي لكرة القدم. أقيمت الجولة الأولى من مباريات المجموعة في يوم 12 من شهر يناير والجولة الثانية في 16 يناير والثالثة والأخيرة في 20 يناير. تمت استضافة جميع المباريات الستة الخاصة بالمجموعة في ملاعب أستراليا. تألفت المجموعة الرابعة من منتخب اليابان حامل اللقب بالإضافة إلى منتخبات الأردن والعراق وفلسطين. حصلت منتخبات اليابان والعراق على أول وثاني المجموعة على التوالي بينما تم استبعاد منتخبات الأردن وفلسطين.

## المنتخبات
| مركز الفريق في قرعة البطولة | المنتخب | طريقة التأهل                              | تاريخ التأهل  | الظهور في النهائيات | آخر ظهور في البطولة | أفضل أداء سابق في البطولة                    | ترتيب الفريق في تصنيف الفيفا | ترتيب الفريق في تصنيف الفيفا |
| مركز الفريق في قرعة البطولة | المنتخب | طريقة التأهل                              | تاريخ التأهل  | الظهور في النهائيات | آخر ظهور في البطولة | أفضل أداء سابق في البطولة                    | تصنيف مارس 2014              | التصنيف في بداية البطولة     |
| --------------------------- | ------- | ----------------------------------------- | ------------- | ------------------- | ------------------- | -------------------------------------------- | ---------------------------- | ---------------------------- |
| د1                          | اليابان | الفائز ببطولة كأس آسيا 2011               | 25 يناير 2011 | الثامن              | 2011                | الفوز بالبطولة لعام (1992، 2000، 2004، 2011) | 48                           | 54                           |
| د2                          | الأردن  | ثاني المجموعة الأولى (أ) في تصفيات الكأس  | 4 فبراير 2014 | الثالث              | 2011                | التأهل للدور ربع النهائي لأعوام (2004، 2011) | 66                           | 93                           |
| د3                          | العراق  | ثاني المجموعة الثالثة (ج) في تصفيات الكأس | 5 مارس 2014   | الثامن              | 2011                | الفوز بالبطولة لعام (2007)                   | 103                          | 114                          |
| د4                          | فلسطين  | الفائز بكأس التحدي الآسيوي لعام 2014      | 30 مايو 2014  | الأول               | —                   | —                                            | 167                          | 115                          |

ملاحظات
1. ↑  تم الاستعانة بتصنيفات الفيفا لشهر مارس 2014 في تنظيم القرعة النهائية للبطولة.

## ترتيب المنتخبات
يتأهل الفريقين المتصدرين في كل مجموعة إلى مرحلة خروج المغلوب.
| م | الفريق  | لعب | ف | ت | خ | أ.له | أ.ع | أ.ف | نقاط | التأهل                       |
| - | ------- | --- | - | - | - | ---- | --- | --- | ---- | ---------------------------- |
| 1 | اليابان | 3   | 3 | 0 | 0 | 7    | 0   | +7  | 9    | يتقدم إلى مرحلة خروج المغلوب |
| 2 | العراق  | 3   | 2 | 0 | 1 | 3    | 1   | +2  | 6    | يتقدم إلى مرحلة خروج المغلوب |
| 3 | الأردن  | 3   | 1 | 0 | 2 | 5    | 4   | +1  | 3    |                              |
| 4 | فلسطين  | 3   | 0 | 0 | 3 | 1    | 11  | −10 | 0    |                              |

في الدور ربع النهائي:
- واجه منتخب اليابان منتخب الإمارات العربية المتحدة (المركز الثاني في المجموعة الثالثة).
- واجه منتخب العراق منتخب إيران (متصدر المجموعة الثالثة).

## المباريات

### اليابان × فلسطين
انطلق منتخب اليابان للدفاع عن لقب كأس آسيا لكرة القدم حيث حققت قيادة المدرب خافيير أغيري للمنتخب فوزا حاسما بنتيجة 4–0 على غريمه منتخب فلسطين والذي يشارك في البطولة للمرة الأولى وذلك في ملعب نيوكاسل. كان كل من ياسوهيتو إندو وشينجي أوكازاكي وكيسوكي هوندا ومايا يوشيدا في قائمة هدافي المباراة حيث أظهر أبطال القارة الآسيوية لأربع مرات مهارتهم بالحصول على ثلاثة نقاط في أمسية عاصفة.
منتخب فلسطين، والذي يشارك في البطولة للمرة الأولى بعد فوزه بكأس التحدي الآسيوي في مايو 2014، أنهى المباراة بعشرة لاعبين بعد طرد اللاعب أحمد حربي لقيامه بالتعرض للاعب شينجي كاغاوا في وقت متأخر قبل نهاية المباراة والذي جعله يحصل على بطاقة إنذار ثانية بعد أن حصل على الأولى في الوقت بدل الضائع من الشوط الأول. جعل أغيري نواياه واضحة منذ البداية باعتماده تشكيلة الفريق بالقوة الكاملة ضد منتخب فلسطين واستغرق الأمر ثمانية دقائق فقط من حاملي اللقب لتسجيل هدفهم الافتتاحي. إيندو الذي يشارك في مبارته الدولية التاسعة والأربعين بعد المائة ضمن فريق بلاده، ويهدي اليابان مشاركته الثامنة عشر في كاس أسيا مع بلاده (وهذا يعد رقم قياسي ياباني)، قام بتسديدة أرضية للكرة من مسافة 25 ياردة بواسطة قدمه اليسري مما أعطى حارس المرمى رمزي صالح فرصة ضئيلة للتصدي لها حيث استقرت في الشباك في الزاوية اليمني السفلى للحارس. وبحلول الدقيقة 25، ضاعفت اليابان تقدمها عندما أظهر أوكازاكي ردود أفعال سريعة لتسديدة اللاعب كاغاوا من حدود منطقة الجزاء للحارس صالح حيث قام أوكازاكي بتوجيه التسديدة برأسه داخل الشباك. وقبل دقيقة واحدة فقط من نهاية الشوط الأول، أحرز هوندا الهدف الثالث من ركلة جزاء بعد أن تم دفع اللاعب كاغاوا من قبل مصعب البطاط لتصبح النتيجة 3-0 لصالح منتخب اليابان. استحوذت فلسطين على القليل من الكرة في ال45 دقيقة الأولى، على الرغم من أن إسماعيل العمور صنع فرصة نادرة قبل خمسة دقائق من نهاية الشوط الأول في تسديدة من خارج حدود منطقة الجزاء لتعبر الكرة من أمام المرمى.
أظهر منتخب اليابان بعض الراحة في بداية الشوط الثاني وحاول إندو تجربة حظه مرة أخرى من مسافة بعيدة - لكن هذه المرة بقدمه اليمنى - ولكن صالح كان قادراً على التعامل مع الكرة حيث قام بإبعادها ناحية اليمين. على الرغم من ذلك، فإنه بعد ثوان قليلة أحرز يوشيدا الهدف الرابع برأسه حيث قفز إلى أعلى مستوى له ليقوم بتسديد الكرة من ركنية كاغاوا ومن ثم أصبح الفارق في الأهداف بين الفريقين أكثر اتساعاً. تسبب طرد اللاعب محاجنة في تهديد منتخب فلسطين بمزيد من الصعوبات، ولكن على الرغم من تقلص الفريق إلى 10 لاعبين، إلا أن لاعب وسط الدفاع عبد اللطيف البهداري كاد أن يسجل هدف عزاء قبل ثماني دقائق من نهاية المباراة عندما جاءت تسديدة الرأس بعيدة تماماً. حاول اللاعبان غوتوكو ساكاي ويوشينوري موتو أن يجربا حظهما في الدقائق الأخيرة من أجل تعزيز تقدم منتخب اليابان، لكن في نهاية المباراة استطاع حاملو اللقب الدفاع عن الكأس بطريقة مرضية.
| اليابان                                                   | 4–0   | فلسطين |
| --------------------------------------------------------- | ----- | ------ |
| - إندو 8' - أوكازاكي 25' - هوندا 43' (ركلة.) - يوشيدا 49' | تقرير |        |

| اليابان | فلسطين |

| GK            | 1  | إيجي كاواشيما      |  |     |
| RB            | 21 | غوتوكو ساكاي       |  |     |
| CB            | 22 | مايا يوشيدا        |  |     |
| CB            | 6  | ماساتو موريشيغي    |  |     |
| LB            | 5  | يوتو ناغاتومو      |  |     |
| DM            | 17 | ماكوتو هاسيبه (ق.) |  |     |
| RM            | 4  | كيسوكي هوندا       |  |     |
| CM            | 10 | شينجي كاغاوا       |  |     |
| CM            | 7  | ياسوهيتو إندو      |  | 58' |
| LM            | 18 | تاكاشي إينوي       |  | 46' |
| CF            | 9  | شينجي أوكازاكي     |  | 80' |
| التبديلات:    |    |                    |  |     |
| MF            | 8  | هيروشي كييوتاكه    |  | 46' |
| MF            | 14 | يوشينوري موتو      |  | 58' |
| FW            | 11 | يوهي تويودا        |  | 80' |
| المدير الفني: |    |                    |  |     |
| خافيير أغيري  |    |                    |  |     |

| GK            | 21 | رمزي صالح (ق.)      |           |     |
| RB            | 18 | مصعب البطاط         |           |     |
| CB            | 4  | أحمد حربي           | 45+1' 73' |     |
| CB            | 15 | عبد اللطيف البهداري | 69'       |     |
| LB            | 14 | عبد الله جابر       |           |     |
| CM            | 20 | خضر يوسف            |           | 70' |
| CM            | 23 | مراد إسماعيل        |           |     |
| RW            | 10 | إسماعيل العمور      | 60'       | 82' |
| LW            | 7  | أشرف نعمان          | 43'       |     |
| SS            | 19 | عبد الحميد أبو حبيب |           |     |
| CF            | 16 | محمود عيد           |           | 75' |
| التبديلات:    |    |                     |           |     |
| MF            | 8  | هشام الصالحي        |           | 70' |
| DF            | 12 | تامر صلاح           |           | 75' |
| DF            | 3  | حسام أبو صالح       |           | 82' |
| المدير الفني: |    |                     |           |     |
| أحمد الحسن    |    |                     |           |     |

| رجل المباراة: - شينجي أوكازاكي (اليابان) الحكام المساعدون: - طالب سالم المري (قطر) - رمضان سعيد النعيمي (قطر) الحكم الرابع: - محمد أميرول إيزوان (ماليزيا) الحكم الخامس: - محمد يسري محمد (ماليزيا) |

### الأردن × العراق
سجل ياسر قاسم هدف الفوز متأخراً حيث حقق منتخب العراق، الفائز بلقب كأس آسيا عام 2007، فوزا صعبا بنتيجة 1-0 على منتخب الأردن الذي ضم 10 لاعبين في استاد بريزبان ليتساوى العراق في عدد النقاط مع اليابان، ولتعد هذه أول خسارة على الإطلاق على مستوى المجموعات لمنتخب الأردن. سجل قاسم قبل 13 دقيقة من نهاية اللقاء الحاسم بين الغريمين العرب ليتوجه منتخب العراق نحو مواجهة منتخب اليابان في 16 يناير. بينما حقق منتخب العراق استحواذاً أكبر بفارق واضح، إلا أن الفريقين قد حرما من الفرص الواضحة لإحراز الأهداف في الشوط الأول. اعتقد المنتخب العراقي أنه نجح في صناعة فرصة في الدقيقة السادسة عشر عندما قام قاسم بالتمرير إلى يونس محمود، لكن طارق خطاب استطاع إنقاذ الموقف بتصديه للمهاجم الشهير يونس محمود عن طريق الانزلاق على الأرض واعتراض الكرة.
وكان المدير الفني للمنتخب الأردني راي ويلكينز قد قال قبل يوم واحد أنه إذا فشل فريقه في التأهل إلى الدور ربع النهائي، فإن ذلك لن يكون بسبب ضعف أداء اللاعبين، وقد أثبت لاعبوا الفريق صحة اعتقاد المدرب ولاعب خط وسط مانشستر يونايتد وتشيلسي السابق عن طريق الأداء القوي للاعبين حتى انطلاق صافرة النهاية. وبنفس المستوى من الأداء، ناضل الأردن في الثلث الأخير من الملعب ولكنه افتقد لمسة الابداع اللازمة لاختراق دفاع العراق، حيث كان المهاجم عدى الصيفي وحيدا أمام المرمى قبل دقيقة واحدة فقط من مرور ساعة ليقوم بإرسال رأسية من الخلف ولكنها جاءت أعلى المرمى وإلى خارج الملعب. وخلال تتتابع أحداث المباراة، حصل محمد مصطفى على فرصة أخرى للأردن من قلب منطقة الجزاء، لكنه فشل في التسديد بقوة ليرسل الكرة بين يدي حارس المرمى جلال حسن.
لكن عندما بدأ التعادل يلوح في الأفق قام العراق بوضع حد لهذا الموقف في الدقيقة 77 عبر اللاعب قاسم الذي شق طريقه إلى منطقة الجزاء من الزاوية اليمنى قبل أن يسدد الكرة ليقوم اللاعب خطاب بحرف مسارها عن طريق الخطأ باتجاه مرمى الحارس عامر شفيع في الزاوية غير المتوقعة. استمر هذا الزخم لصالح المنتخب العراقي حيث تم طرد المدافع الأردني أنس بني ياسين في الدقيقة 84 بعد حصوله على بطاقة صفراء أخرى بعد احتكاكه بكتف اللاعب سعد عبد الأمير.
| الأردن | 0–1   | العراق     |
| ------ | ----- | ---------- |
|        | تقرير | - قاسم 77' |

| الأردن | العراق |

| GK            | 1  | عامر شفيع (ق.) |         |     |
| RB            | 11 | عدي زهران      |         |     |
| CB            | 3  | طارق خطاب      |         |     |
| CB            | 19 | أنس بني ياسين  | 54' 84' |     |
| LB            | 21 | محمد الدميري   |         |     |
| DM            | 5  | محمد مصطفى     |         |     |
| RM            | 13 | خليل بني عطية  |         | 60' |
| LM            | 18 | أحمد إلياس     | 8'      | 87' |
| AM            | 9  | أحمد سريوة     |         | 81' |
| CF            | 10 | أحمد هايل      |         |     |
| CF            | 8  | عدي الصيفي     | 87'     |     |
| التبديلات:    |    |                |         |     |
| MF            | 23 | يوسف الرواشدة  |         | 60' |
| FW            | 7  | محمود زعترة    | 90+2'   | 81' |
| MF            | 14 | عبد الله ذيب   |         | 87' |
| المدير الفني: |    |                |         |     |
| راي ويلكينز   |    |                |         |     |

| GK            | 12 | جلال حسن        |     |     |
| RB            | 23 | وليد سالم       |     |     |
| CB            | 2  | أحمد إبراهيم    |     |     |
| CB            | 14 | سلام شاكر       |     |     |
| LB            | 15 | ضرغام إسماعيل   |     |     |
| CM            | 5  | ياسر قاسم       | 51' |     |
| CM            | 21 | سعد عبد الأمير  |     |     |
| RW            | 7  | أمجد كلف        | 83' |     |
| AM            | 17 | علاء عبد الزهرة | 19' | 90' |
| LW            | 11 | همام طارق       |     | 57' |
| CF            | 10 | يونس محمود (ق.) |     | 73' |
| التبديلات:    |    |                 |     |     |
| FW            | 8  | جستن ميرام      |     | 57' |
| MF            | 9  | أحمد ياسين      |     | 73' |
| MF            | 13 | أسامة رشيد      |     | 90' |
| المدير الفني: |    |                 |     |     |
| راضي شنيشل    |    |                 |     |     |

| رجل المباراة: - ياسر قاسم (العراق) الحكام المساعدون: - بدر الشمراني (السعودية) - عبد الله الشلوي (السعودية) الحكم الرابع: - كريشانثا ديلان بيريرا (سريلانكا) الحكم الخامس: - باليثا هيماثونغا (سريلانكا) |

### فلسطين × الأردن
أصبح حمزة الدردور رابع لاعب في تاريخ كأس آسيا لكرة القدم يقوم بإحراز أربعة أهداف في مباراة واحدة، حيث حافظ الأردن، والمتأهل مرتين للدور ربع النهائي، على آماله في التأهل لمرحلة خروج المغلوب بتحقيقه فوزاً مدوياً على منتخب فلسطين بخمسة أهداف مقابل هدف واحد. جاءت تسديدة اللاعب يوسف الرواشدة اللافتة للأنظار قبل 12 دقيقة من نهاية الشوط الأول في ملعب ملبورن المستطيل لتساهم في طمأنة لاعبي منتخب الأردن والذي لم يسبق له الفوز بأية مباراة منذ آخر مباراة له في تصفيات كأس آسيا في مارس 2013 بعد أن مني بهزيمة 1-0 من العراق في افتتاحية البطولة في ذلك الوقت.
هذا ومع قيام المهاجم الدردور بالتسجيل مرتين خلال الدقائق العشر الأخيرة من الشوط الأول وذلك قبل تسجيل هدفين في الدقائق الـ15 الأخيرة من المباراة، فإن منتخب الأردن سيبقى في ملبورن لمواجهة منتخب اليابان المدافع عن اللقب في 20 يناير ليستمر في نضاله من أجل الحفاظ على رصيد التأهل للدور ربع النهائي بنسبة 100%. أما منتخب فلسطين الذي يشارك في البطولة للمرة الأولى، وعلى الرغم من ذلك، سوف يسافر إلى كانبرا لملاقاة منتخب العراق في مواجهة صعبة لضمان التقدم بعد أن خسرت فلسطين 4–0 أمام اليابان بالرغم من أن جاكا حبيشة سجل هدفه التاريخي الأول في كأس آسيا قبل خمسة دقائق من نهاية المباراة.
في ظل توقعات الفريقين بتعويض الهزائم التي تعرضوا لها في المباريات الافتتاحية، كاد منتخب فلسطين الفائز بلقب كأس التحدي الآسيوي لعام 2014 أن يفتتح التهديف بعد خمس دقائق فقط حيث قام حارس المرمى الأردني عامر شفيع بإنقاذ الشباك بيد واحدة يقظة ليقوم بإبعاد تسديدة اللاعب هشام الصالحي القوية والعميقة من مسافة 25 ياردة لترتطم الكرة بالقائم العلوي ثم إلى خارج الملعب. كان أداء منتخب الأردن هادئا في هذا اللقاء مع تتابع أحداث الشوط الأول، وعلى الرغم من أن حارس المرمى الفلسطيني رمزي صالح بقي بعيداً عن الاختبار إلى حدٍّ كبير إلا أن اللاعب عبد الله ذيب قام بجهد كبير في المباراة ما بعد منتصف الشوط الأول. لكن صالح لم يستطع أن يفعل سوى القليل قبل 12 دقيقة من نهاية الشوط الأول حيث سرعان ما نجح الأردن في تمرير الكرة إلى الزاوية اليسرى من منطقة الجزاء للاعب أحمد حيث وقف لاعب الوسط قليلا لضبط وضعية التهديف واختيار منطقة التسديد، ومن ثم فقد سدد الكرة ببراعة في الزاوية العليا لتتجاوز القفزة عديمة الفائدة لحارس المرمى الفلسطيني وتستقر في الشباك.
بعد أقل من دقيقتين، تعرض الحارس صالح للهجوم مرة أخرى حيث تم سحبه من موقعه للتصدي لللاعب عبد الله ذيب مما سمح للاعب محرز الهدف بالدخول إلى المنطقة قبل أن يمرر المهاجم الأردني عبد الله ذيب الكرة في منطقة الست ياردات لصالح اللاعب حمزة الدردور لينزلق بشجاعة خلف المرمى بعد أن يسجل الهدف. ومع آخر ركلة من الشوط الأول، أضاف الأردن هدفا ثالثاً في الوقت المحتسب بدل الضائع بواسطة اللاعب حمزة الدردور، والذي لم يشارك في الهزيمة الافتتاحية للبطولة في مواجهة العراق، حيث اقتحم الدردور المرمى من مسافة قريبة ولم يتمكن الحارس صالح من اعتراض التمريرة العرضية الأولى للاعب عدي الصيفي . بدا أن منتخب فلسطين قد تعافى من النهاية الكارثية للشوط الأول وخرج إلى الملعب بقوة بعد نصف الوقت، حيث قام حارس الأردن شفيع بإبعاد الكرة بطريقة رائعة بيد واحدة ليحرم عبد الحميد أبو حبيب من فرصة التهديف، على الرغم من أنه على الجانب الآخر، اضطر الحارس الفلسطيني صالح للقفز ودفع كرة عدي زهران أعلى القائم العرضي. استمر فريق المدرب أحمد الحسن، في الضغط في المراحل النهائية للمباراة، لكن قبل 15 دقيقة من نهاية المباراة، أكمل الدردور ثلاثيته بإحرازه هدفاً منفرداً واستطاع التغلب على الحارس رمزي صالح بعد أن اقتنص الكرة من منتصف ملعب فلسطين. وبعد خمس دقائق، انضم الدردور إلى الثنائي الإيراني بهتاش فريبا وعلي دائي واللاعب البحريني إسماعيل عبد اللطيف في قائمة اللاعبين ممن قاموا بتسجيل أربعة أهداف في كأس آسيا، حيث أرسل تمريرة اللاعب زهران إلى الهدف من خارج منطقة الستة ياردات. مع ذلك، كان الوقت لا يزال متاحا لفلسطين كي تسجل الهدف الأول لها في كأس آسيا، حيث سجل اللاعب حبيشة الهدف من مسافة قريبة قبل نهاية المباراة بخمس دقائق.
| فلسطين      | 1–5   | الأردن                                       |
| ----------- | ----- | -------------------------------------------- |
| - حبيشة 84' | تقرير | - الرواشدة 32' - الدرور 34'، 45+2'، 75'، 79' |

| فلسطين | الأردن |

| GK            | 21 | رمزي صالح (ق.)      | 80' |     |
| RB            | 18 | مصعب البطاط         |     |     |
| CB            | 15 | عبد اللطيف البهداري |     |     |
| CB            | 12 | تامر صلاح           |     |     |
| LB            | 14 | عبد الله جابر       |     |     |
| RM            | 3  | حسام أبو صالح       |     | 55' |
| CM            | 8  | هشام الصالحي        |     | 80' |
| CM            | 23 | مراد إسماعيل        |     |     |
| LM            | 13 | جاكا حبيشة          |     |     |
| SS            | 19 | عبد الحميد أبو حبيب |     |     |
| CF            | 7  | أشرف نعمان          |     | 73' |
| التبديلات:    |    |                     |     |     |
| FW            | 10 | إسماعيل العمور      |     | 55' |
| FW            | 16 | محمود عيد           |     | 73' |
| MF            | 20 | خضر يوسف            |     | 80' |
| المدير الفني: |    |                     |     |     |
| أحمد الحسن    |    |                     |     |     |

| GK            | 1  | عامر شفيع (ق.)    |  |     |
| RB            | 11 | عدي زهران         |  |     |
| CB            | 3  | طارق خطاب         |  |     |
| CB            | 5  | محمد مصطفى        |  |     |
| LB            | 21 | محمد الدميري      |  |     |
| DM            | 18 | أحمد إلياس        |  |     |
| RM            | 8  | عدي الصيفي        |  |     |
| LM            | 23 | يوسف الرواشدة     |  | 69' |
| AM            | 6  | سعيد مرجان        |  | 52' |
| CF            | 20 | حمزة الدردور      |  | 81' |
| CF            | 14 | عبد الله ذيب      |  |     |
| التبديلات:    |    |                   |  |     |
| MF            | 13 | خليل بني عطية     |  | 52' |
| MF            | 9  | أحمد سريوة        |  | 69' |
| MF            | 15 | محمد راتب الداوود |  | 81' |
| المدير الفني: |    |                   |  |     |
| راي ويلكينز   |    |                   |  |     |

| رجل المباراة: - حمزة الدردور (الأردن) الحكام المساعدون: - جيونغ هاي-سانغ (كوريا الجنوبية) - يون كوانغ-يول (كوريا الجنوبية) الحكم الرابع: - عمار الجنيبي (الإمارات العربية المتحدة) الحكم الخامس: - محمد يسري محمد (ماليزيا) |

### العراق × اليابان
كانت ركلة جزاء اللاعب كيسوكي هوندا الحاصل على جائزة أفضل لاعب في المباراة هي التي ساعدت اليابان في تحقيق فوزها الثاني على التوالي حيث تمكن منتخب اليابان حامل اللقب من الفوز بنتيجة 1-0 على العراق. أحرز اللاعب هوندا هدفه في منتصف الشوط الأول من المباراة وبالتالي ظل منتخب خافيير أغيري متربعاً على قمة المجموعة برصيد ست نقاط بفارق ثلاث نقاط عن العراق والأردن حيث فاز الأخير على فلسطين 5–1 في وقت سابق من اليوم. اعتمد تأهل المنتخب الياباني للدور ربع النهائي على فوزه في آخر مباراة من الجولة الأولى في 20 يناير على ملعب ملبورن في مواجهة منتخب الأردن.
شارك هوندا في أفضل تحركات منتخب اليابان في الشوط الأول، بداية من كرة بينية للاعب شينجي كاغاوا المحترف في نادي بروسيا دورتموند والتي أرسلها في الدقيقة 11 لتذهب بعيدا إلى خارج الملعب. أعاد المنتخب العراقي الزخم لصالحه بعد اربع دقائق بواسطة ركنية جاءت للاعب أحمد إبراهيم خلف الذي أطلق الكرة بضربة رأس من أعلى باتجاه الحارس إيجي كاواشيما المحترف في نادي ستاندارد لييج وينجح الحارس في إبعادها عن المرمى. قام اللاعب هوندا بعمل تسديدة رأسية ولكن جاءت أسفل القائم الأيمن خارج المرمى في الدقيقة 17 قبل أن يقوم ياسوهيتو إندو، الذي يظهر للمرة الـ150 مع اليابان، بعمل مجموعة من التمريرات من خلال منطقة الجزاء والتي انتهت بفرصة لإحراز هدف بواسطة كاغاوا في الدقيقة 21 من مسافة قريبة. بعد دقيقة واحدة، تمكن رجال أغيري من الظهور على لوحة الأهداف حيث تم دفع اللاعب هوندا في منطقة الجزاء من قبل اللاعب علي عدنان. أرسل هوندا الكرة بنفسه إلى داخل الشباك محرزاً هدفه الثاني في البطولة ليضع حاملي اللقب في المقدمة.
كان من المفترض أن يكون شينجي أوكازاكي، والذي يعتقد أنه على قائمة العديد من أندية الدوري الإنجليزي الممتاز هذا الشتاء، قد ضاعف من تقدم اليابان بعد 33 دقيقة لكنه أهدر ضربة رأسية حرة مما جعل العراقييين على مسافة هدف واحد بدخول نصف الوقت من المباراة. بعد دقيقتين من بداية الشوط الثاني، بدأ هوندا من حيث توقف في الشوط الأول وسدد كرة قوية بقدمه اليمنى الأضعف من مسافة 20 ياردة لتصطدم بالقائم العرضي، وحصل هوندا على أفضل فرصة في الدقيقة 64 كان من المفترض أن تحسم الفوز لصالح منتخب اليابان ولكن انتهت المباراة بنفس النتيجة.
البديل هيروشي كيوتاكي، الذي أعطى اليابان دفعة للأمام بعد مجيئه صنع فرصة للاعب هوندا بتمريرة رائعة من أمام المرمى لكن لاعب نادي ايه سي ميلان وعلى الرغم من كونه وحيدا تماماً بجانب القائم البعيد، أخطأ التسديد بطريقة غير معهودة وبشكل غير مسبوق، لتصطدم الكرة بالقائم . واصلت اليابان محاولتها المتواضعة لإحراز هدف ثانٍ لكن جاءت صافرة النهاية بعد وقت قصير لتنهي اللقاء الذي كان لقاءً هادئاً نسبياً على ما يبدو بين المنتخبين الفائزين بآخر كأسين لنفس البطولة.
| العراق | 0–1   | اليابان                    |
| ------ | ----- | -------------------------- |
|        | تقرير | - كيسوكي هوندا 23' (ركلة.) |

| العراق | اليابان |

| GK            | 12 | جلال حسن        |     |     |
| RB            | 23 | وليد سالم       |     |     |
| CB            | 2  | أحمد إبراهيم    |     |     |
| CB            | 14 | سلام شاكر       | 61' |     |
| LB            | 15 | ضرغام إسماعيل   |     |     |
| CM            | 21 | سعد عبد الأمير  |     |     |
| CM            | 5  | ياسر قاسم       |     |     |
| RW            | 7  | أمجد كلف        |     | 82' |
| AM            | 17 | علاء عبد الزهرة | 51' |     |
| LW            | 6  | علي عدنان       |     | 67' |
| CF            | 10 | يونس محمود (ق.) |     | 54' |
| التبديلات:    |    |                 |     |     |
| FW            | 8  | جستن ميرام      |     | 54' |
| MF            | 9  | أحمد ياسين      |     | 67' |
| MF            | 13 | أسامة رشيد      |     | 82' |
| المدير الفني: |    |                 |     |     |
| راضي شنيشل    |    |                 |     |     |

| GK            | 1  | إيجي كاواشيما      |       |     |
| RB            | 21 | غوتوكو ساكاي       |       |     |
| CB            | 22 | مايا يوشيدا        |       |     |
| CB            | 6  | ماساتو موريشيغي    |       |     |
| LB            | 5  | يوتو ناغاتومو      |       |     |
| RM            | 10 | شينجي كاغاوا       |       |     |
| CM            | 17 | ماكوتو هاسيبه (ق.) |       |     |
| LM            | 7  | ياسوهيتو إندو      |       | 63' |
| RW            | 4  | كيسوكي هوندا       |       | 89' |
| LW            | 18 | تاكاشي إينوي       |       | 63' |
| CF            | 9  | شينجي أوكازاكي     |       |     |
| التبديلات:    |    |                    |       |     |
| MF            | 8  | هيروشي كييوتاكه    | 73'   | 63' |
| MF            | 15 | ياسويوكي كونو      | 90+2' | 63' |
| MF            | 14 | يوشينوري موتو      |       | 89' |
| المدير الفني: |    |                    |       |     |
| خافيير أغيري  |    |                    |       |     |

| رجل المباراة: - كيسوكي هوندا (اليابان) الحكام المساعدون: - رضا سخندان (إيران) - محمد رضا أبوالفضلي (إيران) الحكم الرابع: - كريشانثا ديلان بيريرا (سريلانكا) الحكم الخامس: - باليثا هيماثونغا (سريلانكا) |

### اليابان × الأردن
سجل كيسوكي هوندا الهدف الثالث على التوالي حيث استطاع منتخب اليابان حامل اللقب أخيراً تأكيد مشاركته في الدور ربع النهائي من البطولة، حيث حقق فوزا بنتيجة 2-0 على منتخب الأردن الشجاع ليستكمل نقاطه كاملةً بنسبة 100% في المجموعة الرابعة (د). ولم يحتاج الفائزون باللقب أربع مرات إلا لنقطة واحدة في هذه المباراة أمام جمهور بلغ 25 ألف متفرج في ملعب ملبورن المستطيل بعد أن تغلبوا على فلسطين والعراق في وقت سابق، لكن هجمة اللاعب هوندا في الدقيقة 24 والهجمة الثانية من شينجي كاغاوا أكدت استحقاق خافيير أغيري للفوز. في هذه الأثناء، كان هذا يعني للمرة الأولى على الإطلاق في مشاركات منتخب الأردن في كأس آسيا أن فشلوا في التأهل إلى مرحلة خروج المغلوب. ولأول مرة أيضا في تاريخ كأس آسيا، يخسر الأردن أمام اليابان، بعد أن تعادل المنتخبان مرتين في عامي 2004 و2011. بعد أن أنهى منتخب الأردن آماله في التأهل لدور الثمانية ومع تحقيق العراق للمركز الثاني في المجموعة الرابعة (د) بعد فوزه على فلسطين في كانبرا، ستواجه اليابان وصيف المجموعة الثالثة (ج) وهي الإمارات العربية المتحدة في سيدني يوم 23 يناير للمنافسة على مقعد في الدور نصف النهائي. عين مدرب اليابان أغيري نفس الفريق في المباراة الثالثة على التوالي حين احتاج حامل اللقب فقط نقطة واحدة للتأهل لربع النهائي ليتصدر المجموعة الرابعة (د)، في حين أن مدرب المنتخب المنافس راي ويلكنز قام بتغيير واحد مع أنس بني ياسين العائد من الإيقاف ليحل محل سعيد مرجان ومعع حاجة الأردن على الأقل لتجنب الهزيمة للحفاظ على آماله في بلوغ الدور ربع النهائي، أظهر فريق راي ويلكنز نواياه، حيث اصطف في تشكيلة الهجوم 4-3-3 وبدأوا بالضغط على اليابان مع الصافرة الأولى لبداية المباراة.
ومع ذلك، أظهرت خطط الأردن قصورا كبيراً بعد 10 دقائق فقط عندما هز تاكاشي إينوي الشباك بواسطة التمريرة الخلفية من قبل اللاعب كاغاوا لكن الحكم المساعد على الجانب القريب قرر أن الكرة قد تجاوزت الخط قبل التمرير من قبل لاعب خط وسط نادي بوروسيا دورتموند. لكن منتخب اليابان أخذ زمام المبادرة في منتصف الشوط الأول فبعد أن تمكن حارس مرمى المنتخب الأردني عامر شفيع من التغلب فقط على ركلة شينجي اوكازاكي المنحنية بعد التمريرة الذكية من اللاعب اينوي عبر المرمى، كان اللاعب هوندا جاهزا للتسجيل من زاوية ضيقة. على الرغم من ذلك إلا أن الحارس الأردني شفيع حرم حامل اللقب من إحراز هدفه الثاني بعد خمسة دقائق عندما أظهر حارس مرمى المنتخب الأردني استجابة رائعة ليقوم بدفع الرأسية المباشرة لماساتو موريشيغي من ركنية هوندا القوية لتعبر الكرة فوق العارضة حيث واصلت اليابان الاستحواذ على الكرة وتقييد حركة خصومها إلى أبعد حد . في محاولة لتجنب الهزيمة على الأقل، تم استدعاء المهاجم أحمد هايل ولاعب الوسط منذر أبو عمارة بعد منتصف المباراة لصالح الأردن، وظهر أثر هذه الخطوة عندما بدأ فريق ويلكينز الشوط الثاني بحيوية ونشاط بعد أن استحوذت اليابان على ما يقرب من 75 في المائة من الكرة في النصف الأول.
ومع ذلك، ظل من المرجح لمنتخب اليابان أن يدعم تفوقه بهدف اخر، واضطر شفيع للقفز على قدميه ليتصدى لتسديدة هوندا من خارج منطقة الجزاء قبل 19 دقيقة من نهاية المباراة في الوقت الذي بدأ فيه منتخب الأردن بإظهار علامات التعب مع تقدم الوقت أثناء محاولتهم الاستبسال لمواكبة تفوق خصومهم في الحركة والتمرير. ضمن اليابانيون النقاط الثلاث قبل ثماني دقائق من نهاية المباراة عندما مرر اللاعب البديل يوشينوري موتو كرة عرضية حصل عليها اللاعب كاغاوا في المنطقة بالقرب من مكان وضع الكرة لضربة الجزاء، ولم يتمكن الحارس شفيع إلا من تسهيل دخول الكرة إلى الشباك. واقتربت اليابان من إحراز الهدف الثالث في الدقيقة الأولى من الوقت المحتسب بدل الضائع، لكن لسوء الحظ جاءت تسديدة هوندا الأرضية من داخل منطقة الجزاء لتصطدم بالقائم مع صمود الحارس شفيع في تلك النقطة.
| اليابان                  | 2–0   | الأردن |
| ------------------------ | ----- | ------ |
| - هوندا 24' - كاغاوا 82' | تقرير |        |

| اليابان | الأردن |

| GK            | 1  | إيجي كاواشيما      |     |     |
| RB            | 21 | غوتوكو ساكاي       |     |     |
| CB            | 22 | مايا يوشيدا        |     |     |
| CB            | 6  | ماساتو موريشيغي    |     |     |
| LB            | 5  | يوتو ناغاتومو      |     |     |
| DM            | 17 | ماكوتو هاسيبه (ق.) |     |     |
| RM            | 4  | كيسوكي هوندا       |     |     |
| CM            | 7  | ياسوهيتو إندو      |     | 86' |
| CM            | 10 | شينجي كاغاوا       |     |     |
| LM            | 18 | تاكاشي إينوي       | 48' | 49' |
| CF            | 9  | شينجي أوكازاكي     | 46' | 78' |
| التبديلات:    |    |                    |     |     |
| MF            | 8  | هيروشي كييوتاكه    |     | 49' |
| MF            | 14 | يوشينوري موتو      |     | 78' |
| MF            | 20 | غاكو شيباساكي      |     | 86' |
| المدير الفني: |    |                    |     |     |
| خافيير أغيري  |    |                    |     |     |

| GK            | 1  | عامر شفيع (ق.) |     |     |
| RB            | 11 | عدي زهران      |     |     |
| CB            | 3  | طارق خطاب      |     |     |
| CB            | 19 | أنس بني ياسين  |     |     |
| LB            | 21 | محمد الدميري   |     |     |
| DM            | 5  | محمد مصطفى     | 11' |     |
| RM            | 23 | يوسف الرواشدة  | 38' | 46' |
| LM            | 18 | أحمد إلياس     |     |     |
| AM            | 8  | عدي الصيفي     |     |     |
| CF            | 20 | حمزة الدردور   |     | 73' |
| CF            | 14 | عبد الله ذيب   |     | 46' |
| التبديلات:    |    |                |     |     |
| FW            | 10 | أحمد هايل      |     | 46' |
| MF            | 16 | منذر أبو عمارة |     | 46' |
| MF            | 13 | خليل بني عطية  |     | 73' |
| المدير الفني: |    |                |     |     |
| راي ويلكينز   |    |                |     |     |

| رجل المباراة: - شينجي كاغاوا (اليابان) الحكام المساعدون: - عبد الحميدالله رسولوف (أوزبكستان) - بهادر كوتشكاروف (قيرغيزستان) الحكم الرابع: - عمار الجنيبي (الإمارات العربية المتحدة) الحكم الخامس: - باليثا هيماثونغا (سريلانكا) |

### العراق × فلسطين
قادت أهداف اللاعبين يونس محمود وأحمد ياسين منتخب العراق للتأهل للدور ربع النهائي ليتلاقى مع غريمه التقليدي منتخب إيران، بعد فوزه بنتيجة 2–0 على منتخب فلسطين في ملعب كانبرا. وجاء الهدف الأول لمحمود في البطولة المقامة داخل أستراليا في الدقيقة 48، وهو الهدف السابع له في بطولة كأس آسيا، مما يعني أنه سجل الآن في أربع بطولات قارية متتالية منذ مشاركته لأول مرة في نسخة البطولة لعام 2004. كان بإمكان محمود أن يحرز هدفاً ثانياً قبل مرور ساعة فقط، لكن حارس المرمى الفلسطيني توفيق علي، الذي أظهر أداءً رائعاً في غياب الحارس المصاب رمزي صالح، استطاع إنقاذ المرمى من ركلة الجزاء للاعب الهجوم.
لكن قبل دقيقتين من نهاية المباراة قام لاعب الوسط ياسين بالتسجيل ليصنع بذلك أول بداية له في البطولة حيث حافظ بذلك على نقاط الفوز وختم المباراة بانتصار منتخب العراق. ذلك الفوز يعني أن منتخب العراق قد احتل المركز الثاني في المجموعة الرابعة (د)، خلف اليابان حامل اللقب الذي تغلب على الأردن 2–0 في مباراة أخرى، وسيبقى المدرب راضي شنيشل وفريقه في كانبرا لخوض مباراة الدور ربع النهائي مع منتخب إيران المتصدر في المجموعة الثالثة وذلك يوم 23 يناير. قدم جاستن ميرام أول بداياته للبطولة، حيث اقترب من تبرير قرار مدربه بعد ثلاث دقائق فقط حيث انحرف باتجاه تمريرة بينية طويلة على اليسار وإلى داخل منطقة الجزاء، لكنه صوب بسرعة لتستقر الكرة بين يدي حارس المرمى علي. كان من الممكن أن يتقدم فريق فلسطين في الدقيقة 20 من زمن المباراة عندما تعامل الحارس جلال على نحو سيء مع كرة قادمة من ركنية اللاعب أشرف نعمان ولكن الكرة تم إبعادها قبل أن يسدد عبد اللطيف البهداري الكرة المرتدة.
في حين استحوذ العراق على الفترة الأولى من المباراة فقد وجدوا أن حارس منتخب فلسطين توفيق علي واثقاً ولا يظهر أي علامات للتوتر في بدايته الأولى. حارس المرمى البالغ من العمر 24 سنة تصدى لمجهود طويل من اللاعب وليد سالم في الدقيقة 20 من المباراة قبل أن يقفز الحارس إلى يمينه لاعتراض رأسية اللاعب يونس محمود ليمنعه من التسجيل قبل خمس دقائق من نهاية الشوط الأول. واستمرت إضاعة العراق للفرص في الدقيقة الثانية فقط من بداية الشوط الثاني، عندما سدد محمود كرة بعيدة كان قد مررها إليه اللاعب ياسين إلى الخلف عندما وجده بداخل منطقة الجزاء. لكن المتاعب التي سببها المهاجم أمام المرمى استمرت لدقيقة أخرى. جاءت ركنية من اللاعب البديل علي عدنان ليرتفع محمود إلى أعلى ويسدد رأسية قوية إلى جانب الحارس توفيق علي. بعد تلك الانتكاسة مباشرة، كان لدى فلسطين أفضل فرصة لها في تلك الليلة عندما وصلت تمريرة سيئة من سلام شاكر إلى نعمان لكن جلال حسن أبعد الكرة بطريقة رائعة بقدميه لمنع إحراز الهدف.
بدأت أحداث المباراة في الظهور حيث كان الفريقان يبحثان عن أهداف قبل أن يعرقل أحمد حربي اللاعب ميرام داخل منطقة الجزاء ليحصل العراق على ضربة جزاء في حدود ال60 دقيقة منذ بدء المباراة. جاء يونس محمود ليبحث عن الهدف الثاني له في هذ الليلة، لكن توفيق علي استمر في أدائه الرائع عن طريق القفز في الاتجاه الصحيح على نحو منخفض إلى اليسار ودفع الكرة بعيداً. استمر العراق في الضغط في منطقة الدفاع لمنتخب فلسطين، وفي النهاية جاء الهدف الثاني في الدقائق الأخيرة من المباراة عندما سجل ياسين هدفه الرائع من خلال تسديدة قوية منخفضة من حدود منطقة الجزاء والتي استقرت في الجزء الخلفي من الشباك وكان عدنان على وشك إحراز الهدف الثالث في محاولة منه باتجاه الجزء اليمين العلوي، لكن انطلقت صافرة النهاية بعد وقت قصير من صراخ المشجعين العراقيين فرحا بالفوز ليضمن العراق نقاطه الثلاثة.
| العراق                  | 2–0   | فلسطين |
| ----------------------- | ----- | ------ |
| - محمود 48' - ياسين 88' | تقرير |        |

| العراق | فلسطين |

| GK            | 12 | جلال حسن        |  |     |
| RB            | 23 | وليد سالم       |  |     |
| CB            | 2  | أحمد إبراهيم    |  |     |
| CB            | 14 | سلام شاكر       |  |     |
| LB            | 15 | ضرغام إسماعيل   |  |     |
| CM            | 21 | سعد عبد الأمير  |  |     |
| CM            | 5  | ياسر قاسم       |  |     |
| RW            | 7  | أمجد كلف        |  | 46' |
| AM            | 8  | جستن ميرام      |  | 71' |
| LW            | 9  | أحمد ياسين      |  |     |
| CF            | 10 | يونس محمود (ق.) |  | 79' |
| التبديلات:    |    |                 |  |     |
| DF            | 6  | علي عدنان       |  | 46' |
| MF            | 13 | أسامة رشيد      |  | 71' |
| FW            | 16 | مروان حسين      |  | 79' |
| المدير الفني: |    |                 |  |     |
| راضي شنيشل    |    |                 |  |     |

| GK            | 1  | توفيق علي                |     |     |
| RB            | 4  | أحمد حربي                | 59' |     |
| CB            | 9  | خالد سالم                |     |     |
| CB            | 15 | عبد اللطيف البهداري (ق.) |     |     |
| LB            | 14 | عبد الله جابر            |     |     |
| RM            | 10 | إسماعيل العمور           |     | 67' |
| CM            | 20 | خضر يوسف                 |     |     |
| CM            | 8  | هشام الصالحي             | 21' |     |
| LM            | 11 | أحمد ماهر وريدات         |     |     |
| SS            | 7  | أشرف نعمان               |     |     |
| CF            | 16 | محمود عيد                |     | 79' |
| التبديلات:    |    |                          |     |     |
| MF            | 13 | جاكا حبيشة               |     | 67' |
| MF            | 19 | عبد الحميد أبو حبيب      |     | 79' |
| المدير الفني: |    |                          |     |     |
| أحمد الحسن    |    |                          |     |     |

| رجل المباراة: - سعد عبد الأمير (العراق) الحكام المساعدون: - محمد الحمادي (الإمارات العربية المتحدة) - حسن المهري (الإمارات العربية المتحدة) الحكم الرابع: - محمد أميرول إيزوان (ماليزيا) الحكم الخامس: - محمد يسري محمد (ماليزيا) |

## وصلات خارجية
- الموقع الرسمي
- AFC Asian Cup, the-AFC.com